# أوج قدوق
أوج قدوق هي مدينة ومركز مقاطعة أوج قدوق في ولاية نواوي في أوزبكستان.